# Marc Dutreeuw
Marc Dutreeuw is een Belgische schaker.
- In het toernooi Open Brasschaat in België dat in augustus 2004 verspeeld werd, eindigde Marc op een gedeelde eerste plaats en werd winnaar op weerstandspunten.
- Van 2 t/m 10 juli 2005 werd in Aalst het kampioenschap van België bij de heren gespeeld dat door Alexandre Dgebuadze met 7 uit 9 gewonnen werd. Paul Motwani eindigde als tweede met 6.5 punt terwijl Marc Dutreeuw met 5.5 punt op de derde plaats eindigde.
- Van 20 t/m 28 augustus 2005 werd in Brasschaat het open kampioenschap verspeeld dat door Stefan Docx gewonnen werd. Dutreeuw eindigde met 6.5 punt op de zevende plaats.